# Diamonds and Pearls
Albums de Prince & the New Power Generation
Graffiti Bridge
(1990) Love Symbol
(1992)
Diamonds and Pearls (litt. « Diamants et Perles ») est le treizième album enregistré en studio par Prince . L'album se classe numéro 3 au Billboard 200 et quatre singles se classent dans le Top 30. En tout, 7 millions d'exemplaires de cet album ont été vendus.
Diamonds and Pearls,  publié le 1er octobre 1991, marque la première apparition discographique du groupe New Power Generation avec Michael Bland (batterie), Sonny Thompson (basse) et Tommy Barbarella (claviers) pour la base rythmique, Rosie Gaines, Damon Dickson et Tony Mosley pour les voix. Kirk Johnson, choriste et percussionniste au départ, collabore comme arrangeur et producteur associé du chanteur (rôle qu'il continuera d'exercer par la suite).
Diamond and Pearl était un groupe de 2 danseuses de Prince avec The New Power Generation. Diamond s'appelle Lori Elle Werner, et Pearl s'appelle Robia Scott. Prince donnera leur nom à son album.

## Liste des titres
| No  | Titre                      | Auteur                                | Durée |
| --- | -------------------------- | ------------------------------------- | ----- |
| 1.  | Thunder                    | Prince                                | 5:45  |
| 2.  | Daddy Pop                  | Prince                                | 5:17  |
| 3.  | Diamonds and Pearls        | Prince                                | 4:45  |
| 4.  | Cream                      | Prince                                | 4:13  |
| 5.  | Strollin'                  | Prince                                | 3:47  |
| 6.  | Willing and Able           | Prince, Tony Mosley, Levi Seacer, Jr. | 5:00  |
| 7.  | Gett Off                   | Prince                                | 4:31  |
| 8.  | Walk Don't Walk            | Prince                                | 3:07  |
| 9.  | Jughead                    | Prince, Tony Mosley, Kirk Johnson     | 4:57  |
| 10. | Money Don't Matter 2 Night | Prince                                | 4:46  |
| 11. | Push                       | Prince, Rosie Gaines                  | 5:53  |
| 12. | Insatiable                 | Prince                                | 6:39  |
| 13. | Live 4 Love                | Prince, Tony Mosley                   | 6:59  |

## Personnel
- Prince – chant, guitare, basse, claviers, batterie, percussions
- Rosie Gaines – claviers (2), chant (3, 11), claviers et chœurs (4, 6, 7–9)
- Tommy Barbarella – claviers (2–4, 6–8)
- Levi Seacer, Jr. – basse (2, 5, 6, 8–10), guitare rythmique (4, 7)
- Sonny T. – basse (3, 4, 7, 13)
- Michael B. – batterie (2–8, 10, 13)
- Sheila E. – roulements de caisses samplés sur synthés (3)
- Damon Dickson – percussions (6, 7, 9)
- Kirk Johnson – percussions (6, 7, 9)
- Eric Leeds – flûte (7)
- Tony M. – rap (2, 6, 7, 9, 11, 13)
- Elisa Fiorillo – chœurs additionnels (2, 8)
- Clare Fischer – orchestrations samplées (11)

## Charts
| Pays             | Chart              | Meilleure position | Total semaine | Première entrée    | Réf    |
| ---------------- | ------------------ | ------------------ | ------------- | ------------------ | ------ |
| Australie        | ARIA Charts        | 1                  | 41            | 13 octobre 1991    | [ 3 ]  |
| Autriche         | Austrian Charts    | 4                  | 32            | 13 octobre 1991    | [ 4 ]  |
| Norvège          | Norwegian Charts   | 5                  | 9             | 41e semaine (1991) | [ 5 ]  |
| Nouvelle-Zélande | RIANZ              | 5                  | 38            | 13 octobre 1991    | [ 6 ]  |
| Pays-Bas         | Dutch Charts       | 6                  | 50            | 12 octobre 1991    | [ 7 ]  |
| Royaume-Uni      | UK Albums Chart    | 2                  | 57            | 12 octobre 1991    | [ 8 ]  |
| Suède            | Sverigetopplistan  | 8                  | 14            | 9 octobre 1991     | [ 9 ]  |
| Suisse           | Swiss Music Charts | 3                  | 30            | 6 octobre 1991     | [ 10 ] |